# Jan Černohorský z Boskovic
Jan Černohorský z Boskovic († 1473) byl moravský šlechtic pocházející z rodu pánů z Boskovic.

## Život

Erb rodu Boskoviců

Jeho otcem byl Beneš Černohorský z Boskovic, sourozenci Jana Černohorského byli Tas Černohorský z Boskovic, olomoucký biskup, Beneš Černohorský z Boskovic mladší, Dobeš Černohorský z Boskovic, Jindřich Černohorský z Boskovic starší, Markéta, Jitka, Magdaléna a Barbora.
Po zvolení Jiřího z Poděbrad a Kunštátu českým králem stál pevně za ním a byl mu věrný až do roku 1467. Poté se však pod hrozbou papežské klatby a vyobcováním z církve postavil Jiřímu na odpor. Měl za úkol obsadit město Brno. První plán na obsazení města byl prozrazen a Janovi se podařilo Brno i hrad Špilberk obsadit až koncem července roku 1467. Tím si vydobyl přízeň u krále Matyáše Korvína, který vedl v česko-uherských válkách s Jiřím z Poděbrad boj o trůn. Ze svého úspěchu se však neradoval dlouho. Proti Brnu vytáhlo vojsko moravského zemského hejtmana Viktorína z Poděbrad, které posádku Jana z Boskovic přemohlo a vypudilo.
Jan z Boskovic se díky svým věrným službám stal později nejvyšším kancléřem krále Matyáše. Zemřel bezdětný roku 1473.